# クレジットカードの番号
クレジットカードの番号（クレジットカードのばんごう）は、ISO/IEC 7812で規定されている磁気ストライプ型IDカード番号の一種である。PAN (Primary Account Number) とも呼ばれる。

## プレフィックス
カード番号のプレフィックス（頭の番号）は、カードの属するクレジットカード網を特定する数列である。最初の6桁はBIN（Bank Identification Number, 銀行識別番号）またはIIN（Issuer Identification Number, 発行者識別番号）と呼ばれ、カードのイシュア（発行事業者）を特定する。番号の残りの部分はイシュアによって割り当てられる。
主なカードのプレフィックスおよび番号長（カード番号の桁数）は以下の通り。
| カードの種別              | プレフィックス                                                      | 番号長 | 検証             |
| ------------------------- | ------------------------------------------------------------------- | ------ | ---------------- |
| American Express          | 34, 37                                                              | 15     | Luhnアルゴリズム |
| 中国銀聯 (China UnionPay) | 601382, 622126 - 622925, 624 - 626, 6282 - 6288                     | 16     | なし             |
| Diners Club International | 300 - 303574, 3095, 36, 38 - 39                                     | 14     | Luhnアルゴリズム |
| Discover Card             | 60110, 60112-60114, 601174 - 601179, 601186 - 601199, 644 - 649, 65 | 16     | Luhnアルゴリズム |
| JCB                       | 3528 - 3589                                                         | 16     | Luhnアルゴリズム |
| MasterCard                | 510000 - 559999, 222100 - 272099                                    | 16     | Luhnアルゴリズム |
| UATP                      | 1                                                                   | 15     |                  |
| Visa                      | 4                                                                   | 13, 16 | Luhnアルゴリズム |

Visaカードの番号は現在ではすべて16桁であり、13桁の番号を有するVisaカードはもはや存在しないものと推測される。